# IC 1166/1
IC 1166/1 је спирална галаксија у сазвијежђу Сјеверна круна која се налази на листи објеката дубоког неба у Индекс каталогу.
Деклинација објекта је + 26° 19' 30" а ректасцензија 16h 2m 8,9s. Привидна величина (магнитуда) објекта IC 1166 износи 14,7 а фотографска магнитуда 15,5. IC 11661 је још познат и под ознакама MK 867, CGCG 137-18, KUG 1600+264, IRAS 16000+2628, PGC 56771.